# Éducation spartiate

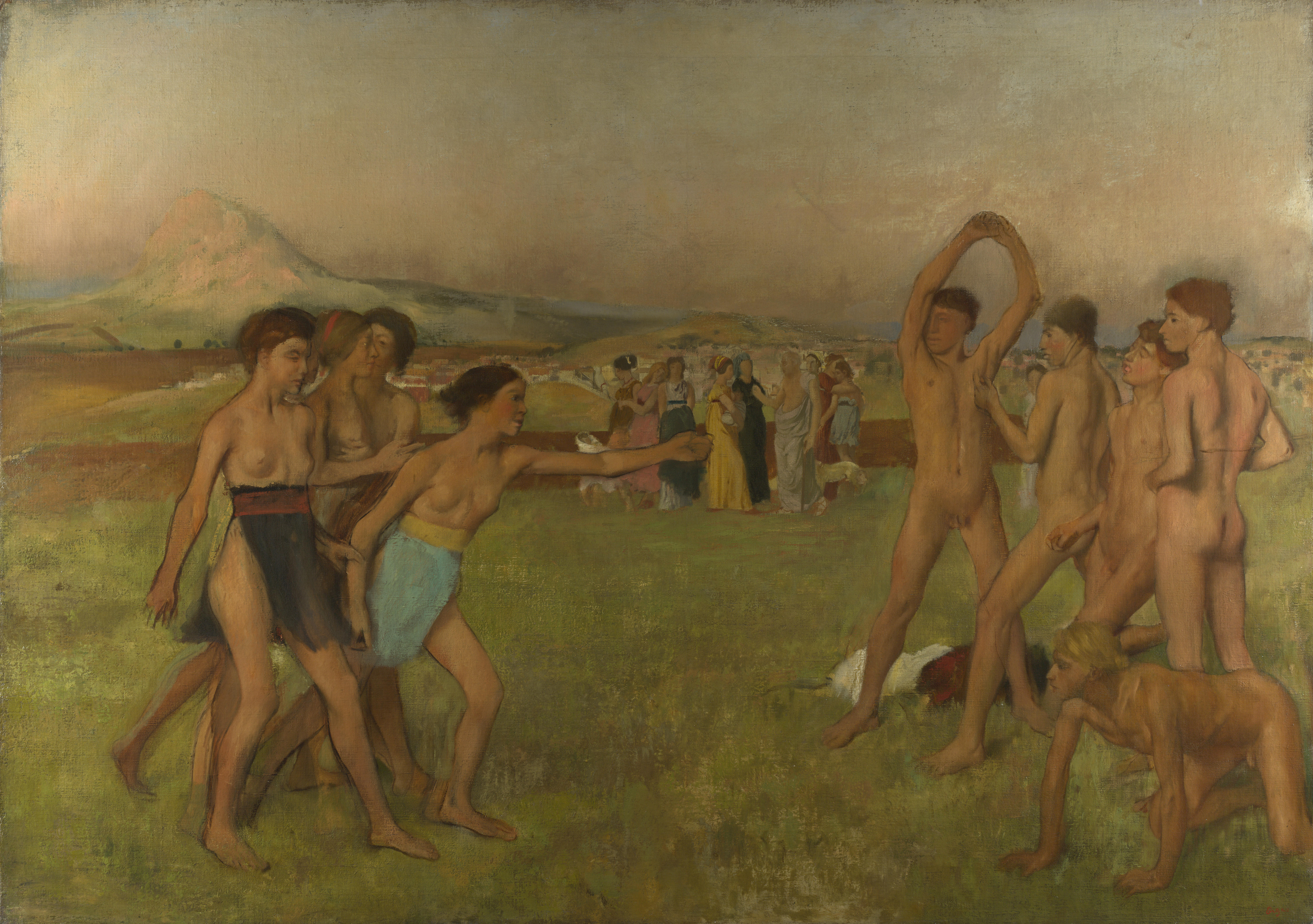
Jeunes Spartiates à l'entraînement, Edgar Degas, v. 1860, National Gallery.

L’éducation spartiate, souvent appelée de son nom grec, ἀγωγή / agōgē, présente la triple particularité d'être obligatoire, collective et organisée par la cité. Symbole de l'« exception spartiate », elle est également mal connue : la plupart des sources sont tardives. Or l’agōgē a connu au moins une interruption, imposée par la Ligue achéenne au IIe siècle av. J.-C., et peut-être une autre au IIIe siècle av. J.-C. Il est donc difficile de savoir dans quelle mesure les descriptions hellénistiques et romaines peuvent également s'appliquer à la période archaïque et classique.

## Sources
Hérodote semble être le premier auteur à mentionner explicitement un élément de l'éducation spartiate. Après la bataille de Platées, chaque cité enterre ses morts ; « les Lacédémoniens firent trois fosses : dans l’une, ils enterrèrent les irènes (ἰρένας / irenas), au nombre desquels étaient Posidonius, Amopharète, Philocyon et Callicratès ; dans la seconde, ils mirent le reste des Spartiates, et dans la troisième, les Hilotes. » Selon des sources tardives, les « irènes » sont les jeunes Spartiates entre vingt et trente ans. Cependant, il s'agit d'une émendation du texte des manuscrits, qui mentionnent ἰρέας / ireas, c'est-à-dire « les prêtres ». Retenue par la presque totalité des éditions modernes d'Hérodote, elle a pourtant été contestée.
Si l'on écarte Hérodote, la première référence à l’agōgē devient la Constitution des Lacédémoniens de Xénophon, laconophile notoire qui, selon une source tardive, y a soumis ses propres fils. Le texte mentionne également des irènes, mais là encore, il s'agit d'une émendation. Le modèle pédagogique développé par Platon ressemble étrangement, dans ses principes, à ceux que l'on considère comme caractéristiques de l'éducation spartiate (austérité, apprentissage du civisme, etc.), mais le philosophe ne fournit aucun élément utilisable pour mieux comprendre cette dernière. Il est même possible que les concepteurs de l’agōgē se soient inspiré de Platon plutôt que l'inverse. La Constitution des Lacédémoniens est un genre très populaire au IVe siècle av. J.-C. et pendant toute l'époque hellénistique : quasiment tous les auteurs produisent un texte de ce type, notamment Critias, Aristote et Dicéarque ; il n'en reste plus que quelques fragments et des résumés, eux-mêmes fragmentaires, par des auteurs postérieurs. Aristote évoque également l’agōgē dans sa Politique.
Les sources sur l'éducation spartiate au IIIe siècle av. J.-C. se bornent à une glose du passage d'Hérodote sur l'inhumation des morts après Platées, précédemment cité, et une scholie à un passage de Strabon ; elles dérivent très probablement d'un extrait du Lexique d'Aristophane de Byzance, Sur les noms des groupes d'âge.
En revanche, les sources abondent pour ce qui est de la période romaine. La plus ancienne est probablement le recueil des Institutions lacédémoniennes, qui nous est parvenu en même temps que l'œuvre de Plutarque : il lui a probablement servi de source pour ses biographies de Spartiates. L'ouvrage est généralement daté du milieu du IIe siècle av. J.-C. et appartient probablement à un texte plus vaste sur la constitution de Sparte. Plutarque lui-même est l'auteur d'une biographie du législateur semi-mythique Lycurgue, à qui l'on attribue l'invention de l’agōgē. Cette œuvre est l'une des principales sources sur le sujet, mais il est difficile de déterminer ce qui, dans la description, se rattache à l'éducation archaïque et classique, et ce qui porte sur l’agōgē telle qu'elle existait au IIe siècle apr. J.-C. Le problème se pose de manière encore plus aiguë chez Pausanias, qui a personnellement visité Sparte au moment où la cité s'efforce de ressusciter, mais aussi réinventer son passé. Les dernières sources sur le sujet sont un passage de l’Anacharsis de Lucien de Samosate sur la flagellation rituelle des garçons au sanctuaire d'Artémis Orthia. Philostrate évoque également cette pratique dans sa Vie d'Apollonius de Tyane. Enfin, les lexicographes de l'époque byzantine, principalement Hésychios d'Alexandrie, Photios Ier de Constantinople et la Souda, fournissent des éclairages précieux sur la terminologie spécifique à l’agōgē.
Outre les textes littéraires, l'historien peut s'appuyer sur un corpus d'inscriptions. Les plus nombreuses proviennent du sanctuaire d'Artémis Orthia. Il s'agit principalement de stèles auxquelles sont fixées des faucilles en fer, prix reçu dans un concours ; les inscriptions fournissent le nom du vainqueur, la date, la consécration à la déesse et parfois l'âge du dédicant. Une deuxième catégorie regroupe des bases de statue et une dédicace célébrant l'endurance dont ont fait preuve les jeunes gens devant l'autel d'Artémis.

## L'éducation archaïque
Aux VIIIe et VIIe siècles av. J.-C., l'éducation spartiate est déjà consacrée au métier des armes. Les jeunes Spartiates ne doivent plus rechercher, comme aux siècles antérieurs, leur gloire personnelle (idéal homérique), mais la gloire collective, la victoire de la cité. Le poète Tyrtée symbolise bien cette nouvelle éthique : « Il est beau de mourir, au premier rang, en brave qui combat pour la patrie. »
L'éducation archaïque conserve néanmoins des traits de l'éducation homérique : l'athlétisme et les sports hippiques conservent une grande importance. Aux Jeux olympiques, de 720 à 576, sur 81 vainqueurs connus, 46 sont Spartiates. Pour la course à pied, sur 36 connus, il y a 21 Spartiates. Ensuite, la musique occupe une place d'honneur (à cette époque, Sparte est la capitale musicale de la Grèce). Les diverses fêtes (Hyacinthies, Karneia ou encore Gymnopédies) sont prétexte à des concours de danse d'un haut niveau de raffinement, nécessitant un entraînement spécialisé.

## L'agôgè
À partir du VIe siècle (vers 550 av. J.-C.), l'éducation change de nature. Elle devient l'ἀγωγή / agôgế — le nom lui-même ne datant que de l'époque hellénistique. Théoriquement mise en place par Lycurgue, mais attestée uniquement à partir du début du IVe siècle, chez Xénophon (Constitution des Lacédémoniens), elle est :
- obligatoire : elle est indispensable (mais pas suffisante) pour être pleinement citoyen. Pour Xénophon, les non-participants sont des citoyens diminués, qui ne peuvent pas accéder aux magistratures ni aux corps d'élite ; pour Plutarque, ils sont tout bonnement privés des droits civiques. Inversement, des individus non-citoyens subissant l'agôgè peuvent devenir libres : ce sont les μόθακες / móthakes (voir Hilotes) ;
- collective, par tranche d'âge ;
- organisée par la cité, ce qui lui attire les louanges de Platon et Aristote.

### Enfants jusqu’à 7 ans
Sparte met en place une politique eugéniste destinée à sélectionner des enfants sains et forts. Dès la naissance, selon Plutarque, le bébé est examiné par une commission d'anciens au Lesché (Λέσχη / Léskhê, « lieu couvert, portique »), qui doivent déterminer si l'enfant est beau et de constitution robuste ; si ce n'est pas le cas, il est jeté aux Apothètes, un gouffre situé au pied du Taygète : un enfant ne doit pas être une charge pour la cité. Plutarque est la seule source mentionnant la pratique de tels infanticides ; son témoignage a été récemment remis en cause par des archéologues, le gouffre des Apothètes ne contenant pas d'ossements d'enfants.
Sept jours après la naissance de l'enfant, le devant de la maison était décoré avec des guirlandes d'olives pour les garçons et de laines pour les filles. La famille faisait un sacrifice aux dieux et organisait une fête.
Ensuite, l'éducation, ou plutôt l'élevage (ἀνατροφή / anatrophế), suivant l'expression utilisée, est délégué à la nourrice. Ils sont laissés nus et frictionnés avec du vin pour les endurcir. Le but est déjà de former des guerriers. À 7 ans, ils sont enlevés à leur famille. C'est le début de l’agôgè à proprement parler.

### De 7 à 20 ans
Quand le jeune Spartiate a sept ans, il est retiré à ses parents et placé sous l'autorité du παιδονομός / paidonomós, magistrat spécialement chargé de superviser l'éducation. Il est généralement placé dans des écoles de l'État, spécialement conçues pour leur donner une formation axée sur les arts militaires.
Les jeunes Spartiates apprennent à lire et à écrire (Plutarque rapporte que cette partie là de l'éducation est réduite au strict minimum), ainsi qu'à chanter (les élégies de Tyrtée essentiellement, qui servent de chants de marche). L'essentiel de leur formation consiste à s'endurcir physiquement par l'athlétisme, à manier les armes, à marcher en formation, à survivre dans la nature, et surtout, à obéir aveuglément aux supérieurs et à toujours rechercher le bien de la cité. Plutarque explique ainsi dans sa Vie de Lycurgue :

« Lycurgue accoutume les citoyens à ne pas même savoir vivre seuls, à être toujours, comme les abeilles, unis pour le bien public autour de leurs chefs. »

Ils sont pris en charge par l'État jusqu'à l'âge de 20 ans. Pendant l'enfance, on met l'accent sur la discipline et la rigueur, ce qui explique le sens actuel du terme spartiate : les garçons ont la tête rasée, vont pieds nus et n'ont qu'un seul manteau par an. Une sous-alimentation chronique les oblige à voler leur nourriture, et ils dorment sur des paillasses de roseaux de l'Eurotas qu'ils ont eux-mêmes coupés, sans outil. L'anecdote de l'enfant au renard rapportée par Plutarque symbolise cette rigueur. Les garçons ont tout de même des domestiques à leur disposition.

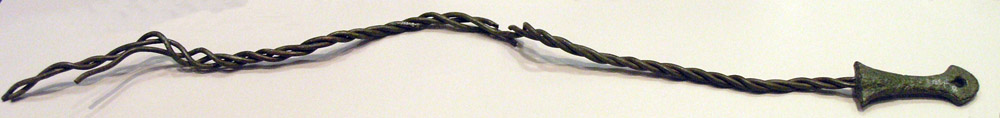
Fouet votif en bronze provenant du sanctuaire d'Apollon Korythos en Pylie, peut-être lié à un rite d'éducation similaire à ceux pratiqués à Sparte, Musée national archéologique d'Athènes.

Pendant l'adolescence, on met plutôt l'accent sur l'αἰδώς / aidốs, la pudeur, la décence. Vers l'âge adulte, on insiste sur l'émulation et la compétition, principalement pour devenir l'un des Hippeis.
Après leurs 20 ans, les jeunes Spartiates demeurent embrigadés : ils intègrent les groupes de σφαρεῖς / sphareĩs, littéralement « joueurs de ballon ». Cet entraînement fait des Spartiates les soldats les plus redoutés de toute la Grèce classique. selon Plutarque,

« L'éducation se prolongeait durant l'âge adulte. On ne laissait à personne la liberté de vivre à son gré ; la cité ressemblait à un camp militaire ; leurs habitudes et leurs occupations étaient réglées par la loi et consacrées au service de la cité ; de manière générale, les citoyens vivaient avec la pensée qu'ils ne s'appartenaient pas à eux-mêmes, mais à la patrie. »

## À l'époque romaine
La période romaine est celle pour laquelle les sources sont les plus nombreuses. À cette époque, les jeunes Spartiates reçoivent une éducation collective de 16 à 20 ans. Les classes d'âge portent les noms suivants : 
- 16 ans : μικκιχιζόμενος / mikkikhizomenos
- 17 ans : πρατοπάμπαις / pratopampais
- 18 ans : ἁτροπάμπαις / atropampais
- 19 ans : μελλείρην / melleirēn
- 20 ans : εἰρήν / eirēn

Chaque classe d'âge est divisée en groupes de plus petite taille, les βοῦαι / bouai, terme dérivé de βοῦς / bous (« bœuf »), qu'Hésychios définit comme « une troupe d'enfants, chez les Laconiens et qu'on peut probablement traduire par les termes scouts « sizaine » ou « patrouille ». Elles sont chacune dirigées par un βουαγός / bouagos ou « chef de patrouille ».
Les jeunes prennent part à des concours qui leur sont réservés pendant les fêtes religieuses spartiates — principalement les Gymnopédies, les Hyacinthies et la fête éphébique d'Artémis Orthia. Les stèles en mentionnent plusieurs :
- μῶα / mōa, un concours de chant attesté à partir de la fin du IIe siècle apr. J.-C., mais dont le nom pourrait être plus ancien[24] ;
- κελοῖα / keloia, sans doute un concours de cris de chasse en l'honneur d'Artémis, qui semble apparaître à l'époque romaine[24] ;
- καθθηρατόριον / kaththēratorion, peut-être une danse de chasse[24].
- εὐϐάλκης / eubalkēs et δέρος / deros, dont on ne sait rien[25].

L'ordre dans lequel les épreuves sont mentionnées sur les stèles montre que les jeunes concourent d'abord pour le kaththēratorion, puis la mōa et la keloia. Ils passent les épreuves individuellement, et non en patrouilles, et sont groupés par classe d'âge : les stèles évoquent par exemple un vainqueur à « la keloia des mikichizomenoi ». Une épreuve dite « τὸ παιδικόν / to paidikon » fait s'affronter tous les jeunes, sans distinction d'âge ; la victoire y est beaucoup plus prestigieuse que dans une épreuve par classe d'âge.

## La pédérastie
L'éducation spartiate a pour effet de couper le jeune de son milieu familial et de remplacer cette solidarité par une autre, également naturelle, celle de la classe d'âge. Cependant, Sparte permet aux adolescents de nouer également des liens avec des jeunes adultes, par le biais d'une relation pédérastique.
Le couple pédérastique est composé d’un « inspirateur » (ἐισπνήλας / eispnêlas, de ἐισπνέω / eispnéô, « souffler sur, inspirer ») et d’un « auditeur » (ἀΐτας / aïtas, de ἀΐω / aïô, « entendre, écouter »). Plutarque et Xénophon assurent que, si les beaux garçons sont explicitement recherchés (contrairement aux traditions crétoises), le couple pédérastique reste chaste. Dans la République des Lacédémoniens (II, 13), Xénophon déclare même qu’un éraste désirant son éromène aurait été aussi honteux qu’un père désirant son fils. Cependant, le caractère sexuel de la pédérastie spartiate est un sujet de plaisanterie courant chez les auteurs comiques attiques. Le verbe λακωνίζω / lakônízô (« imiter les Lacédémoniens ») signifie chez eux « sodomiser ». Dans un registre plus sérieux, Platon dénonce dans les Lois ce qu'il juge être des amours contre nature.
Il est certain qu'il existe à Sparte un idéal de l'amour « platonicien » liant un adolescent et un jeune, à l'instar de l'idéal de la « belle mort » au combat. Sans doute ces relations devaient-elles également respecter l’aidos, la décence et la discrétion : Plutarque cite le cas d'un adolescent honteux d'avoir rencontré quelqu'un alors qu'il se promenait avec son éraste (Apophtegmes laconiens, 222 b). Selon l'idéal pédérastique, l'éraste doit en quelque sorte remplacer auprès du jeune l'autorité paternelle, en lui apprenant à bien se comporter et élevant son âme. Pour cette raison, les liaisons sont contrôlées par l'État spartiate : selon Élien, les éphores frappent d'amendes le jeune préférant un éraste riche à un éraste pauvre mais valeureux. Inversement, l'éraste subit une amende quand son éromène montre de la faiblesse.
Enfin, la liaison pédérastique permet de nouer des liens politiquement précieux par la suite. Ainsi, Agésilas est aidé par son éraste, Lysandre, à monter sur le trône. En retour, le fils d'Agésilas use de son influence auprès de son père pour faire acquitter Sphodrias, le père de son éromène.

## L'éducation des filles

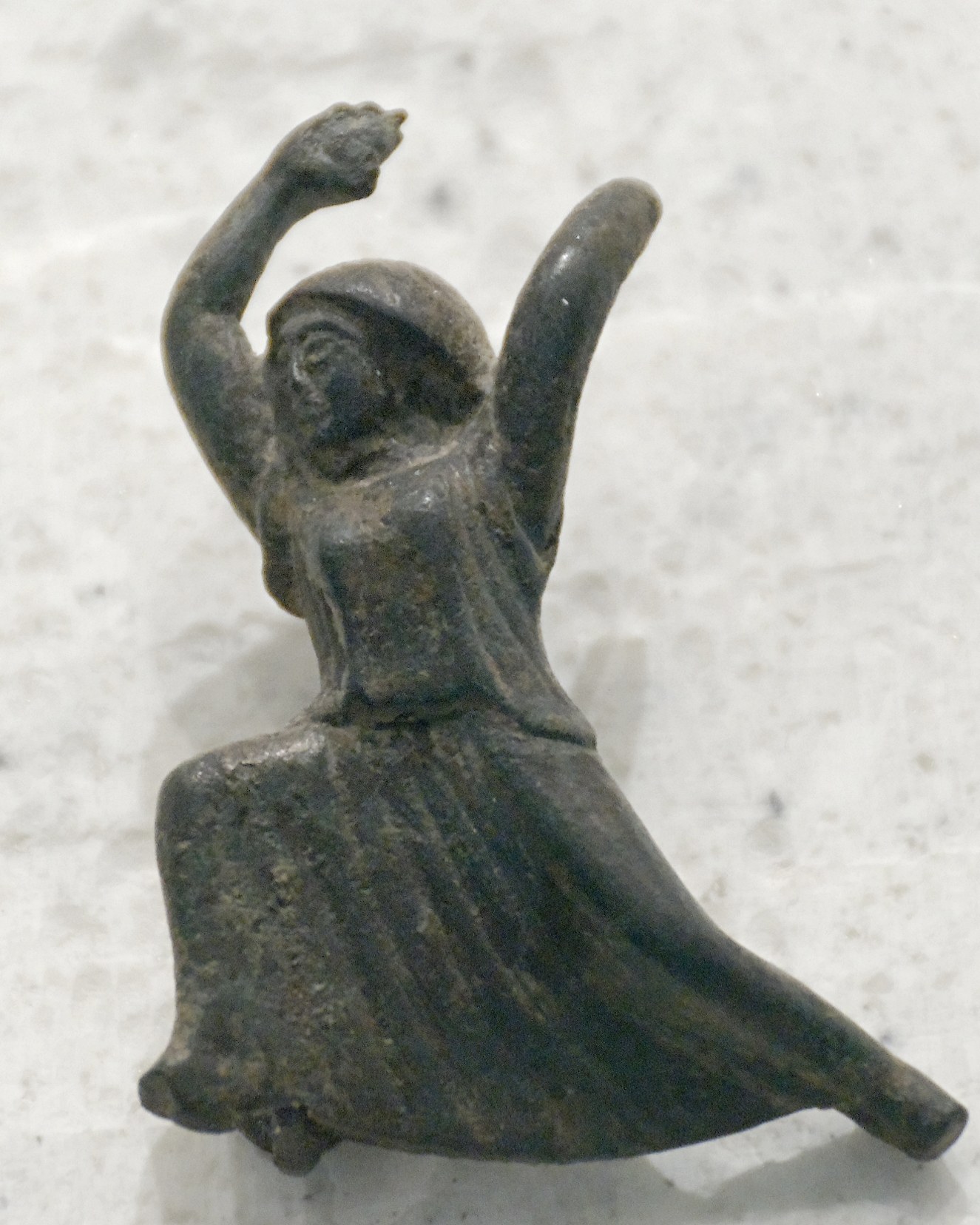
Figure féminine courant, bronze de style péloponnésien, deuxième quart du, musée du Louvre.

Sparte se distingue également des autres cités en ce que l'éducation des filles fait l'objet d'autant de soins que celle des garçons. Instituée à l'époque archaïque, elle se poursuit à l'époque classique, est interrompue à l'époque hellénistique et reprend probablement à l'époque romaine,. L'objectif est de faire des femmes spartiates des mères capables de produire des enfants sains et vigoureux, futurs soldats ou futures mères. L'éducation est dispensée à toutes les filles. Contrairement aux garçons, elles restent dans le foyer familial et disposent donc d'une forme de loisirs et de vie privée.

### Éducation culturelle
Elles consacrent une partie de ce temps à apprendre la mousikē, c'est-à-dire la musique, la danse et la poésie, probablement auprès de leur mère et des autres femmes de leur parenté. À l'époque archaïque, Sparte fait également venir des poètes, comme Alcman, chargés d'apprendre aux jeunes filles à prendre part aux chœurs. À l'époque classique, on connaît quelques exemples de femmes sachant lire et écrire. Une anecdote rapportée par Hérodote semble indiquer que c'est le cas de Gorgô, fille du roi Cléomène Ier et la femme de Léonidas : quand le roi Démarate, en exil auprès de Xerxès Ier, veut prévenir les Grecs de la menace qui pèse sur eux, il envoie un message secret à Sparte, sous la forme d'une tablette de cire. Gorgô a l'idée de faire gratter la cire, révélant ainsi le véritable message gravé sur le bois. Il n'est pas précisé si elle lit effectivement le message ou non. D'après d'autres anecdotes — qui la concernent elle-même ou les femmes spartiates en général — il semble cependant qu'elle sache lire. Plutarque cite également des lettres envoyées par des mères spartiates à leurs fils soldats. Même si le contenu édifiant de ces missives peut sembler douteux, il paraît raisonnable que mères et fils correspondent par lettres pendant les conflits.
On connaît deux poétesses spartiates, toutes deux de l'époque archaïque : Mégalostrata, citée par Alcman, et Clitagora, mentionnée par Aristophane et Cratinos. À l'époque classique, Chilonis, fille de Chilon, l'un des Sept sages, fait partie des disciples de Pythagore et Jamblique mentionne 17 ou 18 pythagoriciennes spartiates, c'est-à-dire un tiers des élèves féminines citées.
Les filles apprennent également la musique : des figurines votives montrent des femmes jouant d'un instrument à vent, à cordes ou des percussions. Le chant est appris en même temps que la poésie et dans un passage d'Alcman, les jeunes filles remarquent que, si elles ne chantent pas aussi bien que les sirènes, elles ont néanmoins une belle voix. Les chœurs de parthenoi (jeunes filles) s'adonnent également à la danse lors des principales célébrations religieuses. Aristophane décrit ainsi les jeunes filles dansant sur les berges de l'Eurotas en l'honneur d'Apollon Amycléen, d'Athéna Chalkioikos et des Dioscures.

### Éducation physique
Comme les garçons, les filles reçoivent à Sparte une éducation physique. Xénophon fait remonter à Lycurgue l'institution de l'entraînement des filles et de leurs compétitions. Euripide cite la lutte, la course et le lancer de javelot ; Plutarque ajoute à la liste le lancer du disque. Théocrite fait dire à une jeune Spartiate : « Nous courons sur la même piste et nous nous frottons d'huile, comme les hommes, sur les bords de l'Eurotas. »
On cherche à combattre les traits jugés féminins (grâce, culture) pour endurcir le corps. Les femmes spartiates portent habituellement le πέπλος / péplos archaïque, décousu sur le côté, ce qui suscite moqueries et commentaires graveleux chez les Grecs, particulièrement les Athéniens qui les surnomment les φαινομηρίδες / phainomêrides, « celles qui montrent leurs cuisses ». Elles s'exercent complètement nues, à la manière des hommes — y compris les femmes âgées et enceintes.